# Antoni Grimaldi (zm. 1427)
Antoni Grimaldi (fr. Antoine Grimaldi/wł. Antonio Grimaldi; ur. ok. 1380, zm. w 1427) – senior Monako od 5 czerwca 1419 do 1427 roku, syn Rainiera II Grimaldi i Isabeli Asinari. Rozpoczął panowanie po odkupieniu terenów od Republiki Genui, która zajęła je w 1402. Panował razem z braćmi Ambrożym oraz Janem I; rządzili oni rotacyjnie, zmieniając władcę zwierzchniego co rok. Prawdopodobnie w 1427 roku Jan postanowił przejąć całkowitą kontrolę nad Monako, spłacając swoich braci i nadając im Mentonę (Ambrożemu) i Roquebrune (Antoniemu). Antoni zmarł jednak jeszcze w tym samym roku, a Jan po dwóch latach sprzedał Monako władcy Mediolanu i Genui Filippo Marii Viscontiemu. Ożenił się z nieznanego pochodzenia Bianką, z którą miał dwójkę dzieci: Jacka i Joannę.